# Khor Shingawi
Bei Khor Shingawi im heutigen nördlichen Sudan befinden sich die Reste eines palastartigen Baus, der wahrscheinlich in christliche Zeit (ca. 500 bis 1500) datiert.
Khor Shingawi liegt etwa 12,5 Kilometer vom Nil entfernt, südlich des durch den Merowe-Stausee überfluteten vierten Nilkataraktes. Der Bau steht weitgehend isoliert in der Landschaft. Der Bau ist rechteckig und aus Steinen errichtet. Er ist in drei Teile untergliedert mit etwa 20 Räumen und Korridoren, die sich auf zwei Ebenen befinden, wobei ein Teil der Räume auf einem etwa ein Meter hohen Podium verteilt sind. Im Zentrum befindet sich ein Hof, wo sich auch eine Rampe befindet, die auf das Podium führt. Das Gebäude ist nur von Geländebegehungen bekannt. Seine einstige Funktion und genaue Datierung bleiben vorerst unbekannt.